# Seitaad
Seitaad ruessi
Genre
Espèce
Seitaad est un genre éteint de dinosaures sauropodomorphes découvert dans l'Utah (États-Unis) où il a vécu au Jurassique inférieur (Pliensbachien), il y a environ entre 191 et 183 Ma (millions d'années).
Une seule espèce est rattachée au genre, Seitaad ruessi. Elle a été décrite en 2010 par Joseph J. W. Sertich (d) et Mark A. Loewen (d)

## Étymologie
Le nom de genre Seitaad reprend le nom langue navajo du monstre mythologique « Séít‘áád », qui est réputé enfouir ses victimes dans le sable, rappelant ainsi les conditions de la mort de l'holotype de Seitaad ruessi, enfoui lors de l'effondrement d'une dune au Jurassique inférieur.
Le nom d'espèce ruessi honore le poète, naturaliste et explorateur Everett Ruess disparu en explorant le sud de l'Utah en 1934 à l'âge de 20 ans.

## Découverte

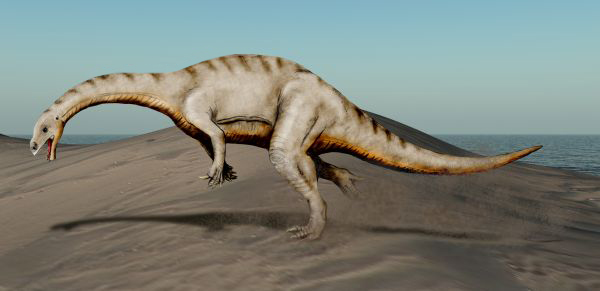
Vue d'artiste de Seitaad.

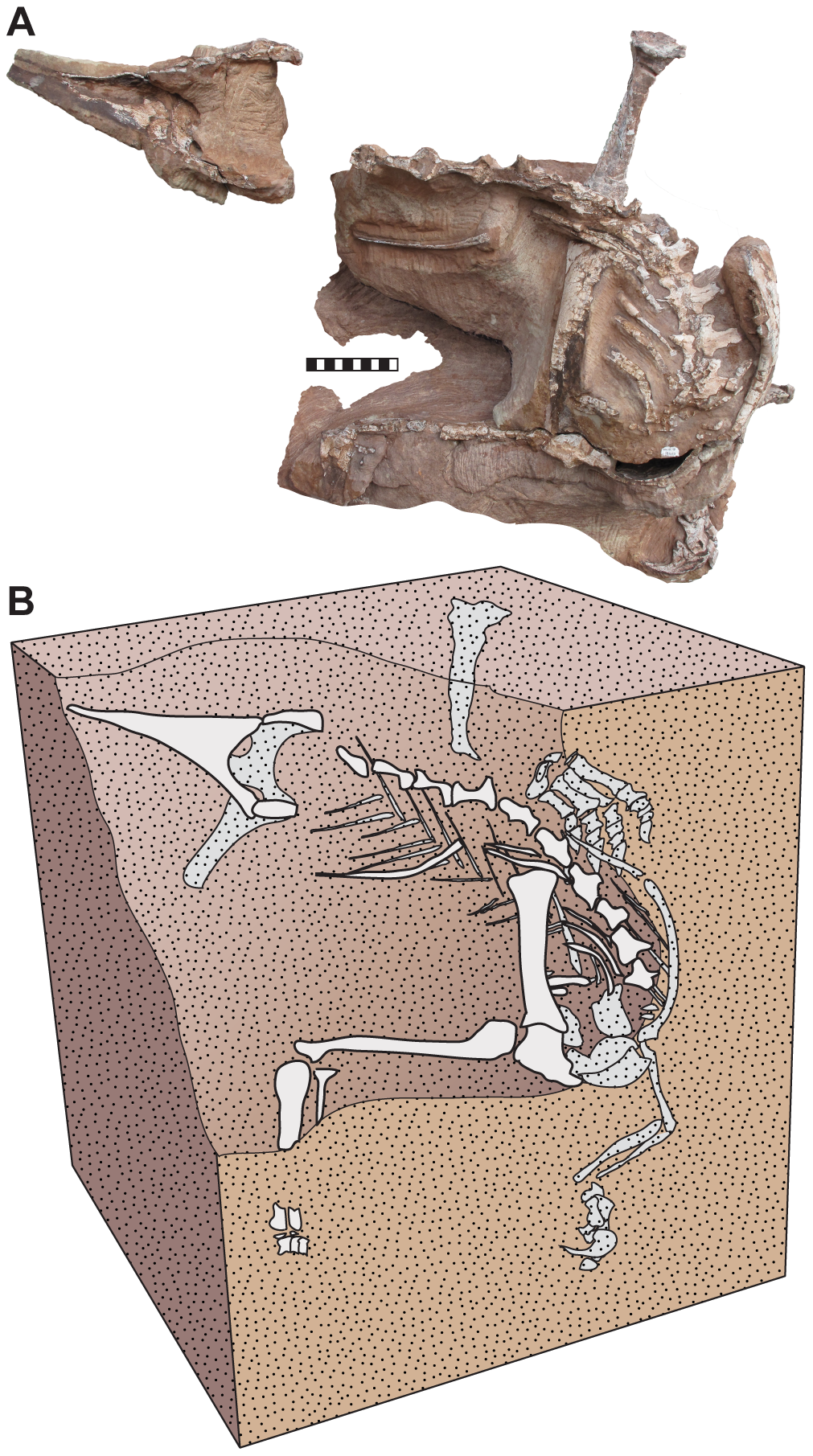
Squelette de Seitaad dans la position en connexion anatomique dans laquelle il a été retrouvé.

Un squelette partiel en connexion anatomique a été découvert dans le sud de l'Utah à l'extrême base des grès de Navajo du Jurassique inférieur ; ces grès se placent au sommet du groupe de Glen Canyon. Les os de la tête, du cou et de la queue manquent. Ce fossile holotype est référencé UMNH VP 18040 (Utah Museum of Natural History). Des fossiles partiels insuffisamment diagnostiques, mais pouvant appartenir au genre Seitaad, ont également été trouvés en Arizona.
Seitaad est le deuxième sauropodomorphe basal à être identifié en Amérique du Nord .

## Classification
La position de Seitaad parmi les sauropodomorphes est encore très discutée :
- en 2010, ses inventeurs en font un sauropodomorphe basal, un platéosaure de la famille des Massospondylidae[1] ;
- en 2011, une analyse phylogénétique conduite par Cecilia Apaldetti et ses collègues, le place parmi les Massopoda, juste en amont des  Anchisauria[3] ;
- en 2014, Blair McPhee et ses collègues en font un Sauropodiformes au sein des Massopoda[4] ;
- en 2015, Alejandro Otero et ses collègues[5] le positionnent à l'identique de Cecilia Apaldetti et ses collègues, comme un Massopoda situé juste en amont des Anchisauria, proche des genres Jingshanosaurus et Yunnanosaurus de l'ancienne famille des Yunnanosauridae.

C'est ce que montre leur cladogramme ci-dessous :
- Saurischia
  - Herrerasauridae
    - Herrerasaurus
    - Staurikosaurus

  - 
    - Eoraptor
    - Eusaurischia
      - Agnosphitys
      - Theropoda
        - Guaibasaurus
        - 
          - Chindesaurus
          - Neotheropoda

      - Sauropodomorpha
        - Saturnaliinae
          - Saturnalia
          - Chromogisaurus

        - 
          - Pantydraco
          - 
            - Thecodontosaurus
            - 
              - Efraasia
              - 
                - Plateosauravus
                - Plateosauria
                  - Ruehleia
                  - Plateosauridae
                    - Unaysaurus
                    - Plateosaurus

                  - Massopoda
                    - Riojasauridae
                      - Eucnemesaurus
                      - Riojasaurus

                    - 
                      - Sarahsaurus
                      - 
                        - Massospondylidae
                          - 
                            - Lufengosaurus
                            - Glacialisaurus
                            - Coloradisaurus

                          - 
                            - Massospondylus
                            - 
                              - Adeopapposaurus
                              - Leyesaurus

                        - 
                          - Jingshanosaurus
                          - 
                            - Yunnanosaurus
                            - 
                              - Seitaad
                              - Anchisauria
                                - Anchisaurus
                                - Sauropodiformes
                                  - Mussaurus
                                  - 
                                    - Aardonyx
                                    - Leonerasaurus
                                    - Sefapanosaurus
                                    - 
                                      - Melanorosaurus
                                      - Sauropoda